# Tjugoandra söndagen efter trefaldighet
Tjugoandra söndagen efter trefaldighet är en av söndagarna i "kyrkans vardagstid".
Den infaller 30 veckor efter påskdagen. Den liturgiska färgen är grön.
Temat för dagens bibeltexter enligt evangelieboken är Frälsningen:, och en välkänd text är hämtad ur Romarbrevet, där Paulus genom att jämföra Adam och Kristus anger grunden för försoningsläran:
Liksom en enda människas olydnad gjorde alla till syndare, så skall en endas lydnad göra alla rättfärdiga.

## Svenska kyrkan

### Texter
Söndagens tema enligt 2003 års evangeliebok är Frälsningen. De bibeltexter som används för att belysa dagens tema är:
| Första årgången                                                                  | Andra årgången                                               | Tredje årgången                                                   | Psaltarpsalm       |
| Första Moseboken 45:4-8 Första Petrusbrevet 4:12-19 Matteusevangeliet 23:37-24:2 | Nehemja 2:11-20 Romarbrevet 5:15-21 Markusevangeliet 4:26-29 | Jesaja 2:2-5 Andra Petrusbrevet 1:2-8 Johannesevangeliet 12:35-43 | Psaltaren 62:10-13 |

### Fotnoter
1. ↑  ”Tjugoandra söndagen efter trefaldighet”. Svenska kyrkan. https://www.svenskakyrkan.se/troochandlighet/kyrkoarets-bibeltexter?helgdag=44. Läst 27 november 2015.
2. ↑   Den svenska psalmboken med tillägg. Stockholm: Verbum. 2005. sid. 1550–1554. Libris ht7wjxh8f3k4gcqk. ISBN 978-91-526-5515-3